# Pagaie
 (novembre 2024).

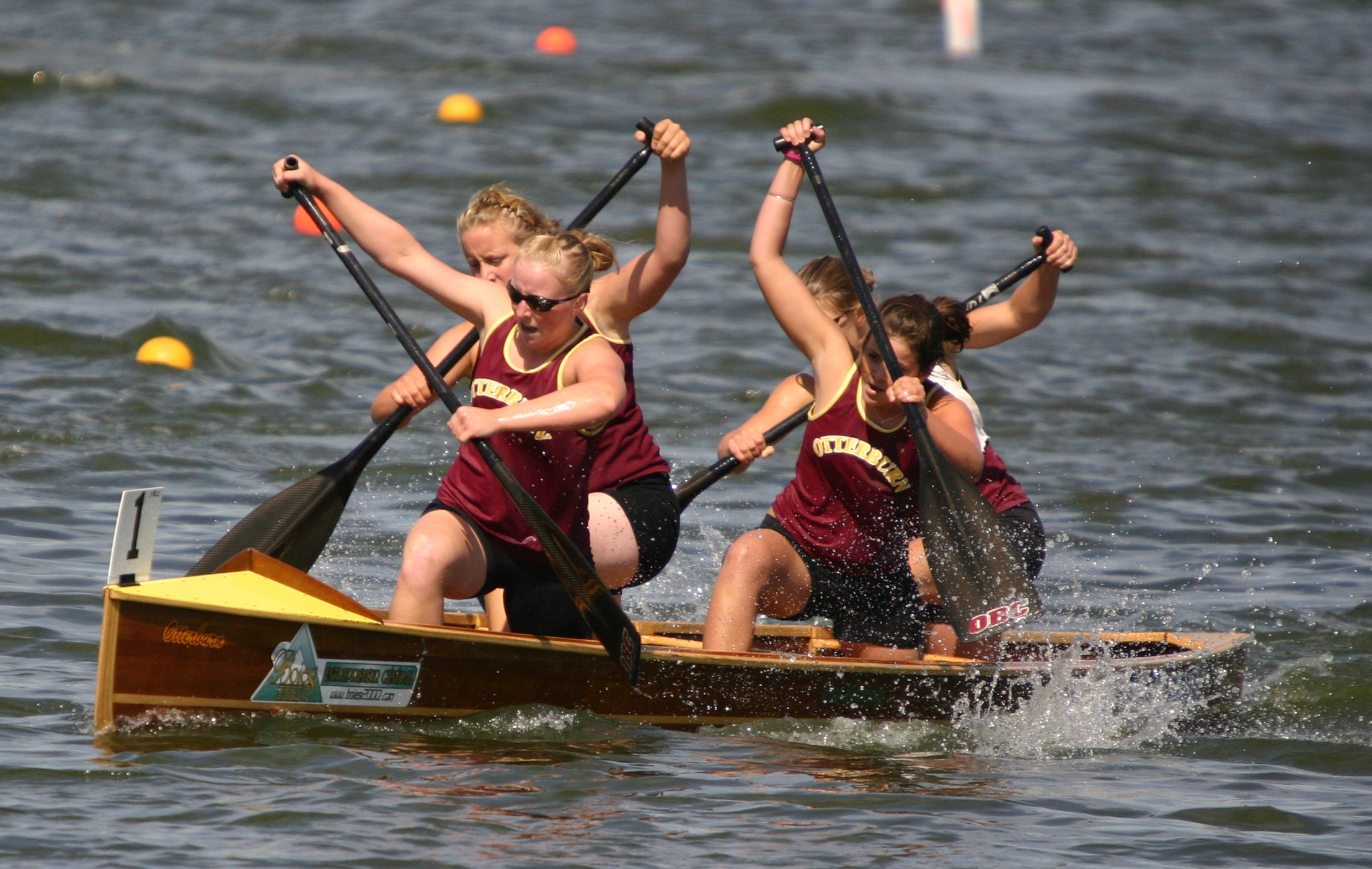
Utilisation de pagaies lors d'une course en ligne

La pagaie est l'instrument qui permet de manœuvrer et de propulser un canoë, une pirogue, un kayak, un raft ou plus généralement un canot.
Une pagaie se distingue d'un aviron (ou rame) par le fait qu'elle ne prend pas appui sur le canot (dame de nage). Pagayer caractérise l'action de manier une pagaie. Ramer ou godiller caractérise respectivement la manipulation de deux ou d'un aviron.[réf. nécessaire]
À l'origine les pagaies étaient faites en bois. Avec l'arrivée des nouveaux matériaux, elles sont maintenant le plus souvent en plastique et aluminium pour les pagaies de loisir ou fibre de verre, de carbone ou de kevlar pour les pagaies de compétition. Pour limiter leur usure en particulier pour les sports d'eau vive, il existe des modèles avec un insert en métal (titane dans le cas des pagaies de compétition).

## Types
On distingue deux types principaux de pagaie :
- La pagaie simple, composée d'une pale et d'un manche appartient au céiste, rafteur ou piroguier. On trouve généralement à l'extrémité du manche une poignée, appelée olive, permettant de tenir plus facilement la pagaie.
- La pagaie double, qui possède deux pales, est utilisée par le kayakiste. Ces deux pales peuvent être dans le même plan ; c'est le cas de la pagaie inuite. Elles peuvent aussi former un angle entre elles autour du manche pour faciliter certaines manœuvres en rivière ou réduire la prise au vent en mer. On dit alors que la pagaie est croisée pour la distinguer de la pagaie droite.

Pagaie de kayak, (a) vue de dessus, (b) vue axiale, il est possible de voir que les deux pales ne sont pas dans le même plan.

## Modèles
Il existe quasiment un modèle de pagaie par discipline du canoë-kayak, on peut citer les principaux modèles :
- Pagaie de tourisme, surnommée pagaie plastique, généralement constituée d'un manche en tube d'aluminium et de pales en plastique. Elle est assez souple et lourde, mais présente l'avantage d'avoir un coût faible et une bonne durée de vie.
- Pagaie de course en ligne, très légère (environ 700 grammes), réalisée entièrement en fibre de carbone et époxy, elle est très rigide mais résiste moyennement aux chocs. Sa forme très caractéristique lui a pendant longtemps réservé le nom de pagaie cuillère.
- Pagaie de slalom, plus robuste et lourde que la pagaie de course en ligne, permettant des manœuvres rapides en eau vive. Certaines présentent un manche légèrement coudé permettant de faciliter la prise en main.
- Pagaie de descente, d'une forme similaire à celle de course en ligne (pagaie creuse), elle est toutefois d'une conception plus robuste pour résister aux éventuels chocs avec les rochers.
- Pagaie de kayak-polo, très solide, permettant de recevoir le ballon et de le frapper. Elle doit avoir des pales légères, légèrement incurvées de manière à faciliter l'accroche du ballon. Certains joueurs ajoutent un grip à l'intérieur des pales.
- Pagaie de pirogue, traditionnellement en bois. Elle est culturellement appelée "rame" et ses utilisateurs des "rameurs". Des modèles en fibre de carbone se développent avec les matériaux modernes. La pâle comporte une attaque avancée, principalement pour les pagaies de va'a.

Pour la sécurité des pagayeurs marins (adepte de la "pagaie salée"), il est conseillé d'avoir une pagaie de secours.
Lors de compétitions, en particulier lors des courses par équipes en descente, il arrive que certains prennent avec eux une pagaie de rechange puisque l'aide extérieure est interdite.

## Signaux utilisant la pagaie
Il existe aussi un code de signaux pour être compris en dépit des bruits. Ce code international a été proposé par le professeur Udo Beier, kayakiste marin allemand. L'objectif de ces signaux est de permettre une communication entre les membres d'un groupe de pagayeurs, même si les conditions ne permettent pas de communiquer par le moyen habituel qu'est la voix. Leur nombre a volontairement été limité pour faciliter la mémorisation. Leur utilisation est possible par tout kayakiste, confirmé ou débutant. L'avis de détresse implique l'assistance immédiate par quiconque peut la donner.